# Nark
Nark oder Nak (voller Herrschername Brhat Chao Naraksha Negara Champasakti, * 1774; † 1850 in Bangkok, Thailand) war als Prinzgouverneur (Chao Mueang Nakhon Champasak) der von Siam eingesetzte Herrscher des Reiches Champasak.

## Leben
Nark wurde zunächst bei Hofe erzogen. 1828 ernannte ihn König Rama III. von Siam zum Maha Uparat (stellvertretender Herrscher) von Champasak. 1840 war er für kurze Zeit Regent für seinen älteren Bruder Huy, dem er nach dessen Tod als Prinzgouverneur nachfolgte.
Nark starb 1850 in Bangkok an Cholera. Er hinterließ sechs Söhne und vier Töchter:
1. Prinz (Sadet Chao) Sena (Sen), Chao Raja Varman (1840 geschaffen), der zwischen 1853 und 1856 in Thronstreitigkeiten mit Prinz Singha verwickelt war
2. Prinz (Sadet Chao) Jaya (Sa), Chao Raja Purta (1840)
3. Prinz (Sadet Chao) Mina (Mi), Chao Budhisana
4. Prinz (Sadet Chao) Putra (But), Chao Indrasidha (inthatsith)
5. Prinz (Sadet Chao) Kamasingha (Kham Sing)
6. Prinz (Sadet Chao) Kamanuya (Kham Noi)

1. Prinzessin (Sadet Chao Heuane) Duang Chandra (Duang Chan)
2. Prinzessin (Sadet Chao Heuane) Sirima (Sim)
3. Prinzessin (Sadet Chao Heuane) Jinga (Chieng)
4. Prinzessin (Sadet Chao Heuane) Khema (Khaem)

Sein Nachfolger wurde Boua, der jedoch vor der offiziellen Thronübernahme starb.